# 벤 친

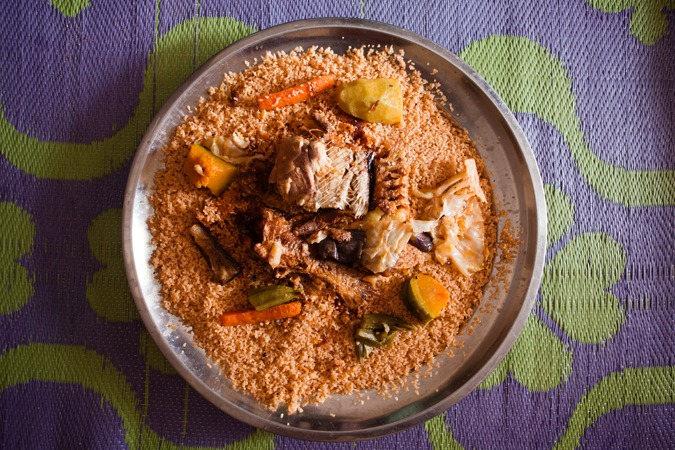
체부 전

벤 친(월로프어: been cin)은 감비아, 세네갈 등 서아프리카에서 한 솥 요리를 일컫는 용어이다. 월로프인들의 식사는 크게 "벤 친(한 솥)" 종류와 "냐리 친(두 솥)" 종류로 나뉜다. 월로프어에서 "친(cin)"은 큰 솥을 가리키는 말이고, "벤(been)"은 "하나"를 뜻한다. 벤 친 요리를 할 때는 쌀을 양념과 다른 재료와 함께 솥 하나에 끓여 밥을 지으며, 이는 솥 하나에 쌀밥을, 다른 솥에는 쌀밥에 얹어 먹을 다른 음식을 만드는 냐리 친과 구분된다. 대표적인 벤 친으로 체부 전이 있다.
벤 친 요리들을 "쌀, 쌀밥"을 뜻하는 체브(월로프어: ceeb)라 부르기도 하며, 프랑스어식 철자인 티에브(프랑스어: tieb)도 사용된다. 감비아에서는 베나친(영어: benachin)으로, 영어권 서아프리카에서는 "졸로프 라이스(Jollof rice)"로, 프랑스어권 서아프리카에서는 "리 그라(riz gras)"나 "리 오 그라(riz au gras)"로도 부른다.

## 같이 보기
- 냐리 친